# Maximilian Müller
Maximillian "Max" Müller (ur. 11 lipca 1987) – niemiecki hokeista na trawie. Dwukrotny złoty medalista olimpijski.
Występuje w obronie. W reprezentacji Niemiec debiutował w 2005. Brał udział w dwóch igrzyskach (IO 08, IO 12), na obu zdobywał złote medale. W 2010 zajął drugie miejsce na mistrzostwach świata, również drugi był w mistrzostwach Europy w 2009, triumfował za to w mistrzostwach Europy w 2011. W kadrze rozegrał 156 spotkań i strzelił 5 bramek. Dodatkowo w hali grał w barwach Niemiec 5 razy (1 trafienie), zdobył halowego mistrza świata w 2011. Wcześniej występował w kadrach juniorskich i młodzieżowych.